# Ейтоур Інгі Гюннлейгссон
Заголовок цієї статті — це ісландське ім'я, де Ейтоур Інгі — особове ім'я, а Гюннлейгссон — ім'я по батькові. 
Ейто́ур І́нгі Гюннле́йгссон (ісл. Eyþór Ingi Gunnlaugsson; нар. 29 травня 1989 року) — ісландський співак. Представляв Ісландію на Євробаченні 2013 з піснею «Ég á líf».